# Saint-Bris-le-Vineux
Saint-Bris-le-Vineux – miejscowość i gmina we Francji, w regionie Burgundia-Franche-Comté, w departamencie Yonne.
Według danych na rok 1990 gminę zamieszkiwało 1015 osób, a gęstość zaludnienia wynosiła 33 osoby/km² (wśród 2044 gmin Burgundii Saint-Bris-le-Vineux plasuje się na 227. miejscu pod względem liczby ludności, natomiast pod względem powierzchni na miejscu 167.).